# Warington Wilkinson Smyth
Warington Wilkinson Smyth, född 26 augusti 1817, död 19 juni 1890, brittisk geolog. Han föddes i Neapel, hans far, amiral William Henry Smyth, arbetade vid den tiden med den brittiska flottans undersökningar i Medelhavet.
Han gick i skolan i Westminster och Bedford och studerade sedan vid Trinity College, Cambridge, där han tog en BA-examen 1839. Han fick ett stipendium för att resa och var mer än fyra år i Europa, Mindre Asien, Syrien och Egypten. Han studerade mineralogi, bergsbruk, utforskade kolfyndigheter med mera. Han blev bekant med flera framstående geologer och mineraloger under tiden.
När han återvände till England 1844 blev han utsedd till gruvgeolog vid British Geological Survey och blev 1851 föreläsare vid Royal School of Mines, en post som han hade kvar till 1881, då han ändå fortsatte som professor i bergsbruk. På senare år blev han chief mineral inspector vid Office of Woods and Forests, och även vid Duchy of Cornwall.
Han valdes in som ledamot av Royal Society 1858. Han var ordförande för Geological Society of London 1866–1868, och 1879 blev han ordförande för en statlig kommission för att undersöka olyckor i gruvor, vilket han arbetade med till 1886. Han bidrog med arbeten till Memoirs of the Geological Survey, Quarterly Journal of the Geological Society och Transactions of the Royal Geological Society of Cornwall.
En son Herbert Warrington Smyth var rådgivare till regeringen. En annan son Sir Nevill Maskelyne Smyth (1868–1941) vann Victoria Cross vid slaget vid Omdurman.